# Taeniogyrus
Taeniogyrus is een geslacht van zeekomkommers uit de familie Chiridotidae.

## Soorten
- Taeniogyrus antarcticus Heding, 1931
- Taeniogyrus australianus (Stimpson, 1855)
- Taeniogyrus bamberi O'Loughlin, 2015
- Taeniogyrus cidaridis Ohshima, 1915
- Taeniogyrus clavus Heding, 1928
- Taeniogyrus dayi Cherbonnier, 1952
- Taeniogyrus dendyi (Mortensen, 1925)
- Taeniogyrus diasemus (H.L. Clark, 1921)
- Taeniogyrus dunedinensis (Parker, 1881)
- Taeniogyrus furcipraeditus (Salvini-Plawen, 1972)
- Taeniogyrus havelockensis (Rao, 1975)
- Taeniogyrus heterosigmus Heding, 1931
- Taeniogyrus inexspectatus (Smirnov, 1989)
- Taeniogyrus japonicus (Von Marenzeller, 1881)
- Taeniogyrus keiensis Heding, 1928
- Taeniogyrus maculatus (H.L. Clark, 1921)
- Taeniogyrus neocaledonicus (Smirnov, 1997)
- Taeniogyrus papillis O'Loughlin, 2007
- Taeniogyrus prydzi O'Loughlin & VandenSpiegel, 2010
- Taeniogyrus purpureus (Lesson, 1830)
- Taeniogyrus roebucki (Joshua, 1914)
- Taeniogyrus roseus (Ohshima, 1914)
- Taeniogyrus tantulus O'Loughlin, 2007
- Taeniogyrus venustus (Semon, 1887)
- Taeniogyrus yvonnae Moura, Campos & Esteves, 2015